# Jakob Bogdani

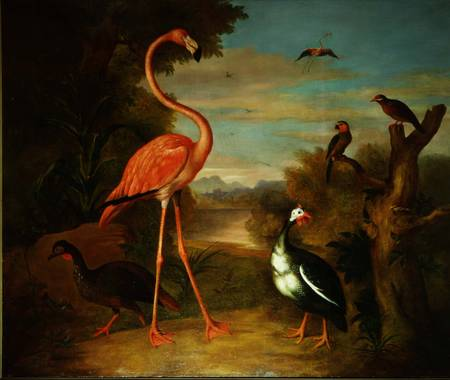
Målning av Bogdani.

Jakob Bogdani, född 1660 i Eperjes, död 1724 i London, var en ungersk målare.
Bogdani kom tidigt till England, där han blev hovmålare hos kung Vilhelm III och arbetade för drottning Anna. Bogdani är känd för sina målningar av fåglar, frukter och blommor.